# خلوة الممثلون الشباب
خلوة الممثلين الشباب (بالكورية: 청춘MT)؛ هو برنامج ترفيهي كوري جنوبي، من تخطيط كيم سيونغ يون وإخراج جيونغ جونغ تشان، يضم العمل أعضاء من المسلسلات التلفزيونية التي أخرجها كيم سابقًا حب تحت ضوء القمر (2016)، إتايوان كلاس (2020)، وصوت السحر (2022) عرض على تيفينج من 9 سبتمبر إلى 21 أكتوبر 2022.
يمتزج أعضاء كل فريق درامي معًا ويلعبون ألعاب MT المختلفة ويسافرون معًا لبناء صداقات جديدة وخلق ذكريات ممتعة.

## طاقم الممثلين
| فريق الحب تحت ضوء القمر                                                   | فريق إتايوان كلاس                                                   | فريق صوت السحر                                                           |
| ------------------------------------------------------------------------- | ------------------------------------------------------------------- | ------------------------------------------------------------------------ |
| - بارك بو غوم - كيم يو جونغ - جونغ جين يونغ - كواك دونغ يون - تشاي سو بين | - بارك سو جون - اهن بو هيون - كوون نارا - ريو كيونغ سو - لي جو يونغ | - جي تشانغ ووك - تشوي سونغ إيون - هوانغ ان يوب - جي هاي وون - كيم بو يون |

## الحلقات
| الحلقات | تاريخ الإصدار  | عنوان                                                       | الموقع                              | الضيوف                                               | المدة العرض | المراجع     |  |  |
| 1 | 9 سبتمبر 2022  | "التقينا مرة أخرى" ((다시 만난 우리))                       | جيونجو، جولابوك دو حي ايتوان، سيئول |                                                      | 68 دقيقة    | [ 6 ] [ 7 ] |  |  |
| قادة فرق كل فريق دراما؛ تم تكليف كيم ي جونغ وبارك سيو جون وجي تشانغ ووك بالعثور على أعضاء فريقهم الذين يختبئون في أماكن مختلفة تتعلق بمواقع تصوير مسلسلاتهم.                                              |                |                                                             |                                     |                                                      |             |             |  |  |
| 2 | 9 سبتمبر 2022  | "إنها المرة الأولى، لكنها ممتعة" ((초면이지만, 즐겁습니다)) | بوريونغ، تشنغتشونغ الجنوبية         | إيون كيونغ هو                                        | 63 دقيقة    | [ 6 ] [ 7 ] |  |  |
| يصل الثلاث الفرق الدرامية إلى المخيم الأساسي في بو ريونغ. ثم يتم خلط الأعضاء وإعادة ترتيب الفرق (قادت كيم يو جونغ)، فريق يلو (قاد بارك سيو جون) فريق بلو (قاد جي تشانغ ووك) ويلعبون الألعاب للفوز بعشاءهم |                |                                                             |                                     |                                                      |             |             |  |  |
| 3 | 16 سبتمبر 2022 | "ليلة صيف درامية" ((극적인 여름밤))                         | بوريونغ، تشنغتشونغ                  |                                                      | 65 دقيقة    | [ 8 ] [ 9 ] |  |  |
| بناءً على نتائج المباريات السابقة، سيستمتع كل فريق بوجبات مختلفة على العشاء. بعد ذلك يشاركون في تمرين مخيف في مدرسة مهجورة، حيث سيواجه الفريق الخاسر عقوبة.                                                |                |                                                             |                                     |                                                      |             |             |  |  |
| 4 | 23 سبتمبر 2022 | "يجب أن نتحدث بإهمال الآن؟" ((우리 서로 말 놓을까?))        | بوريونغ، تشنغتشونغ                  |                                                      | 56 دقيقة    | [ 10 ]      |  |  |
| / |                |                                                             |                                     |                                                      |             |             |  |  |
| 5 | 30 سبتمبر 2022 | "احبس انفاسك، الغوص الشبابي" ((숨 참고 청춘 Dive))          | بوريونغ، تشنغتشونغ                  | كيم هاي يون                                          | 54 دقيقة    | [ 11 ]      |  |  |
| / |                |                                                             |                                     |                                                      |             |             |  |  |
| 6 | 7 أكتوبر 2022  | "قصة المطر وانت" ((비와 당신의 이야기))                     | بوريونغ، تشنغتشونغ                  | كيم هاي يون                                          | 57 دقيقة    | [ 12 ]      |  |  |
| / |                |                                                             |                                     |                                                      |             |             |  |  |
| 7 | 14 أكتوبر 2022 | "شريط الممثلين الشباب" ((청춘포차))                         | بوريونغ، تشنغتشونغ                  | كيم هاي يون                                          | 60 دقيقة    | [ 13 ]      |  |  |
| / |                |                                                             |                                     |                                                      |             |             |  |  |
| 8 | 21 أكتوبر 2022 | "الشباب والليلة الاخيرة" ((청춘MT 마지막 이야기))           | بوريونغ، تشنغتشونغ                  | كيم هاي كون، لي جون هيونك، يو جاي ميونغ، جو هان تشول | 66 دقيقة    |             |  |  |
| / |                |                                                             |                                     |                                                      |             |             |  |  |

## الموسيقى
قائمة المسارات
| #  | عنوان                                                    | المدة |
| -- | -------------------------------------------------------- | ----- |
| 1. | "A Fairy Tale of Youth" (청춘동화)                       | 3:49  |
| 2. | "Theme of Young Actors' Retreat" (Heart Fluttering Ver.) | 2:34  |
| 3. | "Theme of Young Actors' Retreat" (Innocent Ver.)         | 2:06  |
| 4. | "Theme of Young Actors' Retreat" (Light Ver.)            | 1:58  |
| 5. | "A Fairy Tale of Youth" (청춘동화; Inst.)                | 3:49  |

## الإنتاج
في مايو 2022، ورد أن المنتج كيم سيونغ يون يخطط لبرنامج ترفيهي سفر جديد مع الممثلين الذين ظهروا في الأعمال التي أخرجها وكان العديد من الممثلين يفكرون في العرض. في 30 يونيو، تم تأكيد اختيار الممثلين الخمسة عشر من قبل TVING. في 18 أغسطس 2022، تم إصدار أول عرض للبرنامج.
سيتم إصدار الحلقتين 1 و 2 على تيفينج في الساعة 16:00 بتوقيت (KST) في 9 سبتمبر 2022، وسيتم إصدار حلقة كل يوم الجمعة لمدة 7 أسابيع بمجموع 8 حلقات.

## روابط خارجية
- الموقع الرسمي
 (بالكورية)
- خلوة الممثلين الشباب على موقع IMDb (الإنجليزية)
- خلوة الممثلين الشباب على موقع ليتربوكسد (الإنجليزية)
- خلوة الممثلين الشباب على موقع قاعدة بيانات الفيلم (الإنجليزية)